# Прямая Симсона

Прямая Симсона треугольника ABC

Прямая Симсона — прямая, проходящая через основания перпендикуляров на стороны треугольника из точки на его описанной окружности.
Её существование следует из теоремы Симсона.

## Теорема Симсона
Основания перпендикуляров, опущенных из произвольной точки {\displaystyle P} описанной окружности треугольника {\displaystyle ABC} на его стороны или их продолжения, лежат на одной прямой. Эта прямая называется прямой Симсона.
Верно и обратное утверждение: если основания перпендикуляров, опущенные из точки {\displaystyle P} на стороны треугольника {\displaystyle ABC} или их продолжения, лежат на одной прямой, то точка {\displaystyle P} лежит на описанной окружности треугольника.

## История
Открытие этой прямой долго приписывалось Роберту Симсону (1687—1768), но в действительности она была открыта лишь в 1797 году шотландским математиком Уильямом Уоллесом. Поэтому, наряду с традиционным названием этой прямой, часто используется исторически более справедливое название: «прямая Уоллеса».

## Свойства

Прямые Симсона (красным цветом) являются касательными к дельтоиде Штейнера (синим цветом).

- Пусть {\displaystyle H} — ортоцентр треугольника {\displaystyle ABC}. Тогда прямая Симсона произвольной точки {\displaystyle P} на описанной  окружности треугольника {\displaystyle ABC} делит отрезок {\displaystyle PH} пополам в точке, лежащей на окружности девяти точек.
- Если P и Q являются точками на описанной  окружности, то угол между прямыми Симсона точек P и Q равен половине угла дуги PQ.
  - В частности, если 2 точки на описанной  окружности диаметрально противоположны, их прямые Симсона перпендикулярны, и в этом случае точка пересечения 2 перпендикулярных прямых Симсона также лежит на окружности девяти точек. При этом вторые точки пересечения 2 перпендикулярных прямых Симсона с окружностью девяти точек будут концами диаметра последней окружности.
- Для двух данных треугольников с одной и той же описанной окружностью, угол между прямыми Симсона точки P на окружности для обоих треугольников не зависит от P.

### Прямая Симсона итреугольник Морлея
- На описанной окружности треугольника {\displaystyle ABC} существуют ровно три точки, таких что их прямая Симсона касается окружности Эйлера треугольника {\displaystyle ABC}, причем эти точки образуют правильный треугольник. Стороны этого треугольника параллельны сторонам треугольника Морлея.

### Прямая Симсона и прямая Штейнера
- Точки, симметричные точке P на описанной окружности относительно сторон треугольника лежат на одной прямой, проходящей через ортоцентр. Эта прямая (прямая Штейнера) параллельна прямой Симсона и переходит в нее при гомотетии с коэффициентом 1/2

### Прямая Симсона иточка Фейербаха
- Точка Фейербаха, то есть точка касания вписанной или вневписанной окружности с окружностью девяти точек, является точкой пересечения двух прямых Симсона, построенных для концов диаметра описанной окружности, проходящего через соответствующий центр вписанной или вневписанной окружности.[3].
  - В частности, точки Фейербаха могут быть построены без использования соответствующей вписанной или вневписанной окружности и касающейся её окружности Эйлера.

### Прямая Симсона идельтоида
- Огибающая семейства прямых Симсона данного треугольника, есть дельтоида — так называемая дельтоида Штейнера.
  - Якоб Штейнер открыл дельтоиду, как частную гипоциклоиду, которая описывается произвольной фиксированной точкой окружности, которая катится без скольжения внутри окружности в 3 раза большего диаметра. А то, что множество всех возможных линий Симсона, которые могут быть изображены для данного треугольника, имеют огибающую в форме дельтоиды, открыто примерно 100 лет назад и совсем не Штейнером[4].

### Прямая Симсона иортополюс
- Если ортополюс лежит на прямой Симсона, то его линия ℓ перпендикулярна ей[5].
- Если прямая ℓ ортополюса пересекает описанную окружность треугольника в двух точках P и Q, то сам ортополюс лежит на пересечении двух прямых Симсона двух последних точек P и Q.[6]
- Если прямая ℓ ортополюса  является прямой Симсона точки P, то точка P называется полюсом прямой Симсона ℓ[5]

## Уравнение прямой Симсона
- Помещая треугольник на комплексную плоскость, предположим, что треугольник  ABC  вписан в единичную окружность и имеет вершины, комплексные координаты которых есть  a ,  b ,  c , и пусть  P с комплексной координатой p является точкой на окружности. Тогда прямая Симсона описывается следующим уравнением на z:[7]
{\displaystyle 2abc{\bar {z}}-2pz+p^{2}+(a+b+c)p-(bc+ca+ab)-{\frac {abc}{p}}=0,}

где черта сверху указывает на комплексное сопряжение.

## Вариации и обобщения
- Ни один выпуклый многоугольник, имеющий не менее 5 сторон, не имеет прямой Симсона.[8]
- Если из данной точки {\displaystyle P} описанной окружности треугольника {\displaystyle ABC} провести прямые под данным ориентированным углом к сторонам, то три полученных точки пересечения будут лежать на одной прямой.
- Прямую Симсона можно определить для любого вписанного {\displaystyle n}-угольника по индукции следующим образом: прямой Симсона точки {\displaystyle P} относительно данного {\displaystyle n}-угольника назовем прямую, содержащую проекции точки {\displaystyle P} на прямые Симсона всех {\displaystyle (n-1)}-угольников, полученных выбрасыванием одной вершины {\displaystyle n}-угольника.
- Теорема Сальмона
- Подерный треугольник — треугольник, вершинами которого являются основания перпендикуляров, опущенных из точки на стороны треугольника; в случае когда точка лежит на описанной окружности подерный треугольник вырождается и его вершины лежат на прямой Симсона.
- Пусть ABC — треугольник, и пусть прямая ℓ (зеленая на рисунке) проходит через центр X3 описанной окружности, а точка P лежит на окружности. Пусть AP, BP, CP пересекают прямую ℓ соответственно в точках Ap, Bp, Cp. Пусть A0, B0, C0 представляют собой проекции  точек Ap, Bp, Cp соответственно на прямые BC, CA, AB. Тогда 3 точки A0, B0, C0 коллинеарные точки,  то есть лежат на одной прямой. Кроме того, проходящая через них, прямая одновременно проходит через середину отрезка PH, где H является ортоцентром треугольника ABC. Если ℓ проходит через P, то прямая совпадёт с прямой Симсона.[9][10][11]

Обобщение прямой Симсона

## Примеры
- Прямая Симсона точки Штейнера треугольника {\displaystyle ABC} параллельна прямой {\displaystyle OK}, а прямая Симсона точки Тарри перпендикулярна прямой {\displaystyle OK}, где {\displaystyle O} — центр описанной окружности и {\displaystyle K} — точка пересечения трёх симедиан (точка Лемуана) треугольника {\displaystyle ABC}.